# レックス・スタウト
レックス・トッドハンター・スタウト（Rex Todhunter Stout, 1886年12月1日 - 1975年10月27日）は、アメリカ合衆国の小説家、推理作家。名探偵ネロ・ウルフの生みの親として知られる。

## 略歴
1886年12月1日、アメリカ合衆国インディアナ州で誕生し、クエーカーの両親の元、カンザス州で育つ。4歳で聖書を二度読み、10歳までに千冊の古典を読んだという。
1906年から1908年まで合衆国海軍で働いた後、約4年間に30もの職を転々としながら詩や小説を雑誌に投稿していた。1916年頃に学校金融制度を考案し、大金を得てヨーロッパに滞在したが、1929年の大恐慌で財産を失った。
始めはロマンスや冒険小説を書いていたが、その後アメリカに戻って探偵小説に転向し、1934年に48歳で『毒蛇』を発表した。探偵ネロ・ウルフと助手アーチー・グッドウィンが活躍するシリーズを精力的に執筆した。さらに私立探偵テカムス・フォックスが登場する長編三作や、当時珍しかった女私立探偵セオドリンダ・ボナーが登場する『手袋の中の手』なども発表した。ノンシリーズ作品も警察関係者などウルフ物と共通する要素が散見される。
アメリカ探偵作家クラブの会長を務めたことがある。1975年10月27日に89歳で死去。遺作『ネロ・ウルフ最後の事件』が刊行されたのは死の直前9月のことだった。

## 評価
ヴァン・ダイン、エラリー・クイーン、ジョン・ディクスン・カー、E・S・ガードナーなど、相前後してデビューしたアメリカの本格派推理作家が、本国ではかつての盛名は見る影もない中、ネロ・ウルフ・シリーズだけはシャーロック・ホームズに次ぐほどの人気を維持している。一方日本では未訳や絶版、雑誌掲載のみで単行本になっていない作品も多い。

## エピソード
シャーロキアンでもあり、「ワトスンは女だった」という論文を発表した。エラリー・クイーンらは「Sherlock Holmes」と「Nero Wolfe」の綴りの母音が同じ順序列になっていることから、ネロ・ウルフの名はシャーロック・ホームズの一種のアナグラムであるとしている。
1956年、「ベーカー街ジャーナル」紙上で、ジョン・D・クラークにより、ウルフがシャーロック・ホームズとアイリーン・アドラー（「ボヘミアの醜聞」の登場人物）との間に生まれた子供であるとの説が唱えられた。また兄マイクロフト・ホームズの子とする説もあるが、スタウトはウルフの両親については言及していない。 
1965年の作品『ネロ・ウルフ対FBI』は、FBIの「盗聴」などの捜査方法を批判した作品であった。
ベルギーの画家ルネ・マグリットはいくつかの作品の題名をスタウトの書名から採っている。（たとえば Les compagnons de la peur (1942) ＜邦題『恐怖の同伴者』＞ はThe League of Frightened Men (1935) ＜邦題『腰抜け連盟』＞ から）
友人だった作家のP・G・ウッドハウスは1977年に出版されたスタウトの伝記に序文を寄せている。 その生涯で最後に書いた文章といわれている。

## 作品
ネロ・ウルフ・シリーズ　長編
- 毒蛇（Fer-de-Lance 1934）
- 腰ぬけ連盟（The League of Frightened Men 1935）
- ラバー・バンド（The Rubber Band 1936）
- 赤い箱（The Red Box 1937）
- 料理長が多すぎる（Too Many Cooks 1938）
- シーザーの埋葬（Some Buried Caesar 1939）
- 我が屍を乗り越えよ（Over My Dead Body 1940）
- 遺志あるところ（Where There's a Will 1940）
- 語らぬ講演者（The Silent Speaker 1946）
- 女が多すぎる（Too Many Women 1947）
- Xと呼ばれる男（And Be a Vilain〔英題名 More Deaths than One〕1949）
- The Second confession 1949
- In the Best Families 1950
- 編集者を殺せ（Murder by the Book 1951）
- 人盗り合戦（Prisoner's Base〔英題名 Out Goes She〕1952）
- 黄金の蜘蛛（The Golden Spiders 1953）
- 黒い山（The Black Mountain 1954）
- Before Midnight 1955
- 殺人犯は我が子なり（Might as Well Be Dead 1956）
- If Death Ever Slept 1957
- シャンパンは死の香り（Champagne for One 1958）
- 殺人は自策で（Plot It Yourself〔英題名 Murder in Style〕1959） — ドル・ボナー登場
- Too Many Clients 1960
- 究極の推論（The Final Deduction 1961）
- ギャンビット（Gambit 1962）
- 母親探し（The Mother Hunt 1963）
- A Right To Die 1964
- ネロ・ウルフ対FBI（The Doorbell Rang 1965）
- Death of a Doxy 1966
- ファーザー・ハント（The Father Hunt 1968）
- Death of a Dude 1969
- マクベス夫人症の男（Please Pass the Guilt 1973）
- ネロ・ウルフ最後の事件（A Family Affair 1975）

ネロ・ウルフの登場する中編集と収録作品
- Black Orchids 1942

黒い蘭（Black Orchids 1941）
ようこそ、死のパーティーへ（Cordially Invited to Meet Death 1942）
- Not Quite Dead Enough 1944

死にそこねた死体（Not Quite Dead Enough 1942）
ブービートラップ（Booby Trap 1944）
- Trouble in Triplicate 1949

急募、身代わり（Help Wanted, Male 1945）
証拠のかわりに（Instead of Evidence 1946）
この世を去る前に（Before I Die 1947）
- Three Doors to Death 1950

二度死んだ男（Man Alive 1947）
献花無用（Omit Flowers 1948）
死への扉（Door to Death 1949）
- Curtains for Three 1951

翼の生えた銃（The Gun with Wings 1948）
セントラル・パーク殺人事件（Bullet for One 1949）
ねじれたスカーフ（Disguise for Murder 1950）
- Triple Jeopardy 1952

巡査殺し（The Cop-Killer 1951）
『ダズル・ダン』殺害事件（The Squirt and the Monkey 1951）
悪い連〝左〟（Home to Roost 1952）
- Three Men Out 1954

ワールド・シリーズの殺人（This Won't Kill You 1952）
美しい容疑者たち（Invitation to Murder 1953）
ゼロのてがかり（The Zero Clue 1953）
- Three Witnesses 1956

人を殺さば（When a Man Murders... 1954）
真昼の犬（Die Like a Dog 1954）
次の証人（The Next Witness 1955）
- Three for the Chair 1957

殺人はもう御免（Immune to Murder 1955）
死を招く窓（A Window for Death 1956）
探偵が多すぎる（Too Many Detectives 1956）— ドル・ボナー登場
- And Four to Go 1958

クリスマス・パーティ（Christmas Party 1957）
イースター・パレード（Easter Parade 1957）
独立記念日の殺人（Fourth of July Picnic 1957）
殺人は笑いごとじゃない（Murder Is No Joke 1958）
- Three at Wolfe's Door 1960

毒薬ア・ラ・カルト（Poison à la Carte 1960）
殺人規則その三（Method Three for Murder 1960）
ロデオ殺人事件（The Rodeo Murder 1960）
- Homicide Trinity 1962

悪魔の死（Death of a Demon 1961）
ニセモノは殺人のはじまり（Counterfeit for Murder 1961）
犯人、だれにしようかな（イニ・ミニ・マーダー・モ）（Eeny Meeny Murder Mo 1962）
- Trio for Blunt Instruments 1964

殺しはツケで（Kill Now — Pay Later 1961）
血の証拠（Blood Will Tell 1963）
トウモロコシとコロシ（Murder Is Corny 1964）
- Death Times Three 1985

苦い話（Bitter End 1940）ウルフ物の最初の中編。オリジナル作品ではなくフォックス物の長編『苦いオードブル』の書き直し。
Frame-Up for Murder 1958　中編「殺人は笑いごとじゃない」を大幅に加筆したもの。
Assault on a Brownstone 1959　中編「ニセモノは殺人のはじまり」の異稿。
- 『ネロ・ウルフの事件簿　黒い蘭』 (2014)　日本で独自に編纂された作品集

黒い蘭
献花無用
ニセモノは殺人のはじまり
ネロ・ウルフはなぜ蘭が好きか（Why Nero Wolfe Likes Orchids 1963）エッセイ
- 『ネロ・ウルフの事件簿　ようこそ、死のパーティーへ』 (2015)　日本で独自に編纂された作品集

ようこそ、死のパーティーへ
翼の生えた銃
『ダズル・ダン』殺害事件
ウルフの食通レシピ　The Nero Wolfe Cookbook(1973)の部分訳
- 『ネロ・ウルフの事件簿　アーチー・グッドウィン少佐編』 (2016)　日本で独自に編纂された作品集

死にそこねた死体
ブービートラップ
急募、身代わり
この世を去る前に
ウルフとアーチーの肖像　スタウトのメモ
- 『ネロ・ウルフの災難　女難編』 (2019)　日本で独自に編纂された作品集

悪魔の死
殺人規則その三
トウモロコシとコロシ
女性を巡る名言集　作中人物の語録
- 『ネロ・ウルフの災難　外出編』 (2021)　日本で独自に編纂された作品集

死への扉
次の証人
ロデオ殺人事件
外出を巡る名言集
- 『ネロ・ウルフの災難　激怒編』 (2023)　日本で独自に編纂された作品集

悪い連〝左〟
犯人、だれにしようかな（イニ・ミニ・マーダー・モ）
苦い話
その他の作品
- How Like a God (1929)
- Seed on the Wind (1930)
- Golden Remedy (1931)
- Forest Fire (1933)
- The President Vanishes (1934)　匿名で発表。邦訳『消えた大統領』は児童書として刊行。
- O Careless Love! (1935)
- 手袋の中の手（The Hand in the Glove）1937 — ドル・ボナー登場
- Mr. Cinderella (1938)
- Mountain Cat (1939)〔別題The Mountain Cat Murders〕
- Double for Death (1939) — テカムス・フォックス登場
- Red Threads (1939) — クレーマー警部登場
- 苦いオードブル（Bad for Business 1940) — テカムス・フォックス登場
- The Broken Vase 1941— テカムス・フォックス登場
- アルファベット・ヒックス (Alphabet Hicks) 1941
- The Illustrious Dunderheads (1942, editor)
- Rue Morgue No.1 (1946; Louis Greenfieldと共編) — アンソロジー
- Eat, Drink, and Be Buried (1956; editor) — アンソロジー。英題名はTomorrow We Die(1958)
- The Nero Wolfe Cookbook (1973; Viking Pressと共編)
- Justice Ends at Home, and Other Stories (1977; John McAleer編）— 短篇集
- Under the Andes (1985)　1914年に雑誌掲載
- A Prize for Princes (1994)　1914年に雑誌連載
- The Great Legend (1997)　1916年に雑誌連載
- Her Forbidden Knight (1997)　1913年に雑誌連載
- Target Practice (1998) — 短篇集
- An Officer and a Lady and Other Stories (2000) — 短篇集
- The Rex Stout Reader (2007) — 2長篇と1短篇を収録
- The Last Drive and Other Stories (2015) — 短篇集